# Groupe d'astronautes 19

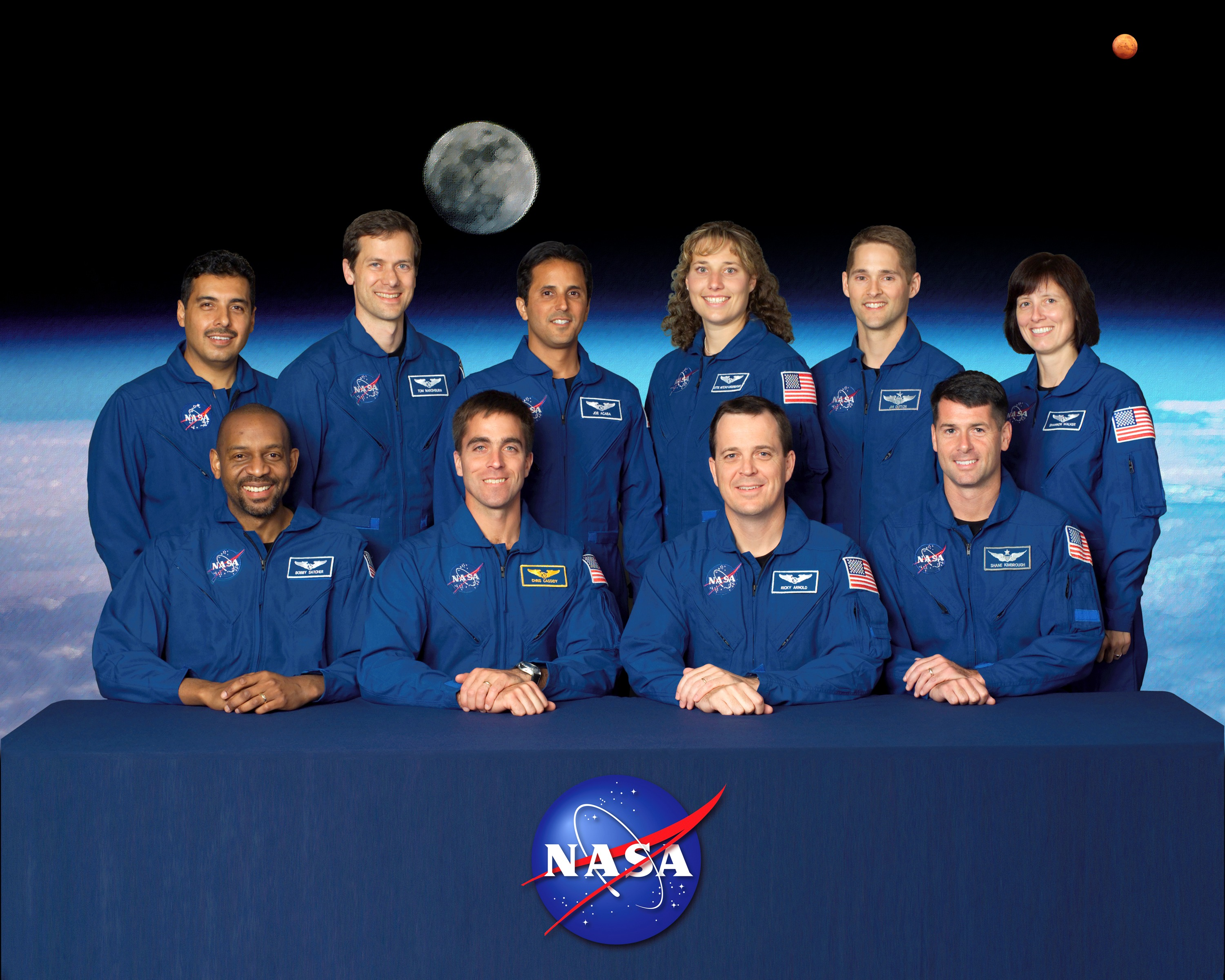
Portrait du groupe d'astronautes 22 de la NASA
Derrière de gauche à droite : Jose M. Hernandez, Thomas H. (Tom) Marshburn, Joseph M. (Joe) Acaba, Dorothy M. (Dottie) Metcalf-Lindenburger, James P. (Jim) Dutton Jr., et Shannon Walker.
Devant de gauche à droite : Robert L. (Bobby) Satcher Jr., Christopher J. (Chris) Cassidy, Richard R. (Ricky) Arnold II, et Robert S. (Shane) Kimbrough.
Randolph J. (Randy) Bresnik n'est pas présent.

Le groupe d'astronautes 19 de la NASA (surnommé « The Peacocks ») est un groupe de 11 astronautes sélectionnés en 2004 et composé de deux pilotes, de six spécialistes de mission et de trois spécialistes de mission éducateurs. C'est le dernier groupe à s'entraîner aux vols de navette spatiale.

## Pilotes
- Randolph Bresnik [1]
  - STS-129 (Atlantis)
  - Ingénieur de vol/Commandant, Expédition 52/53 sur l'ISS
- James Dutton [2]
  - Pilote, STS-131 (Discovery)

## Spécialistes de mission
- Christopher Cassidy - Chef du Bureau des astronautes 2015-2017[3]
  - STS-127 (Endeavour)
  - Ingénieur de vol, Expédition 35/36 sur l'ISS
- José M. Hernández [4]
  - STS-128 (Discovery)
- Robert Shane Kimbrough [5]
  - STS-126 (Endeavour)
  - Ingénieur de vol/Commandant, Expédition 49/50 sur l'ISS
- Thomas Marshburn [6]
  - STS-127 (Endeavour)
  - Ingénieur de vol, Expédition 34/35 sur l'ISS
- Robert Satcher [7]
  - STS-129 (Atlantis)
- Shannon Walker [8]
  - Ingénieur de vol, Expédition 24/25 sur l'ISS

## Spécialistes de mission éducateurs
- Joseph M. Acaba [9]
  - Spécialiste de mission, STS-119 (Discovery)
  - Ingénieur de vol, Expédition 31/32 sur l'ISS
  - Ingénieur de vol, Expédition 53/54 sur l'ISS
- Richard R. Arnold [10]
  - Spécialiste de mission, STS-119 (Discovery)
  - Ingénieur de vol, Expédition 55/56 sur l'ISS
- Dorothy Metcalf-Lindenburger [11]
  - STS-131 (Discovery)